# Telemah
Telemah, Telemachus sau Telemachos (în limba greacă, Τηλέμαχος) este un erou din mitologia greacă, fiu al lui Ulise și al Penelopei. Rolul lui în povestea tatălui său, Ulise, este prezentat de Homer în epopeile Iliada și Odiseea, în care apare în ipostaza tânărului care trece de la etapa copilăriei la cea a maturității. Legenda lui Telemah este dezvoltată în primele patru cărți din Odiseea care sunt numite uneori Telemahia.

## ÎnOdiseea

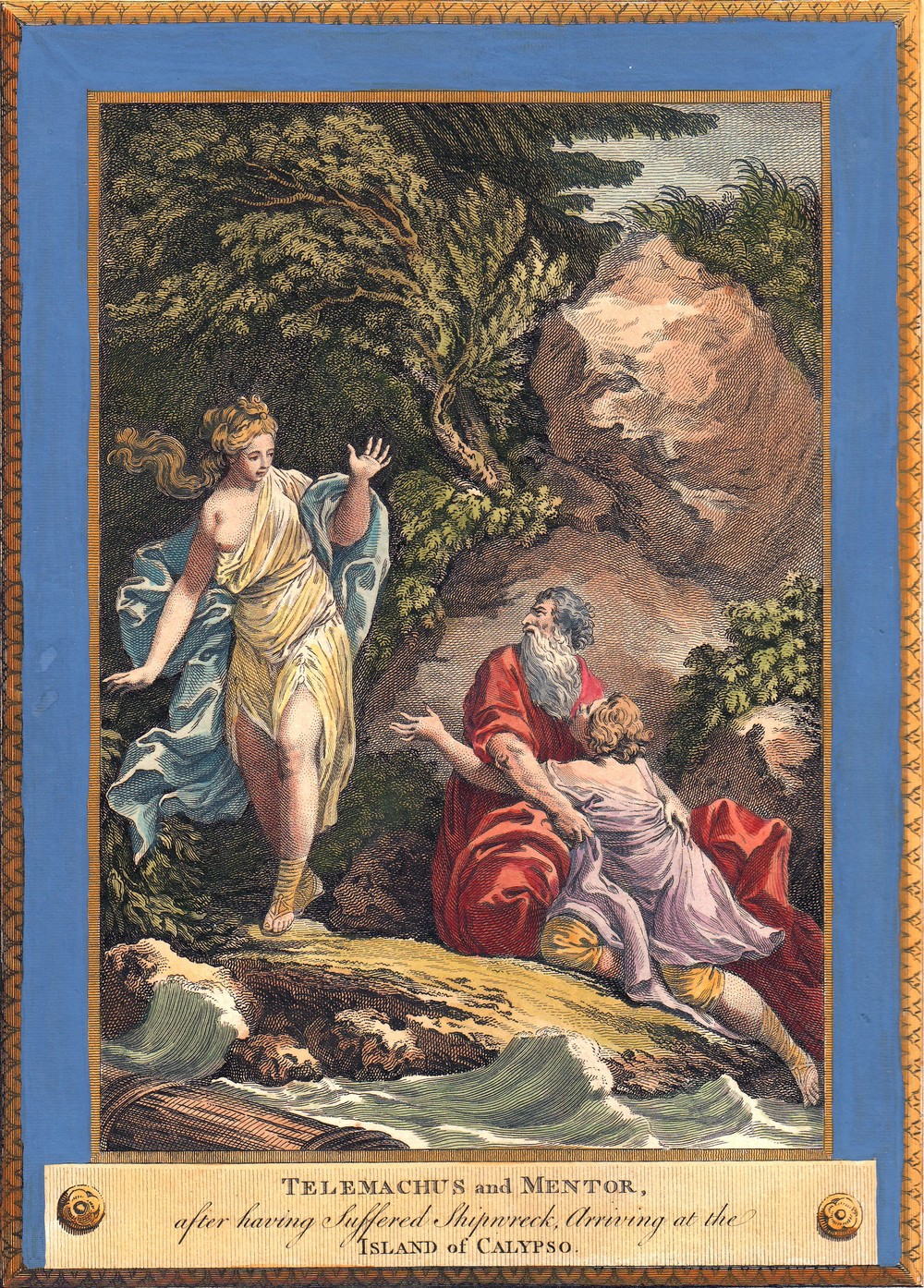
Telemah și Calypso

Telemah s-a născut în ziua în care Ulise a fost chemat să lupte în războiul troian. Vrând să își încalce jurământul de a o proteja pe Elena, Ulise s-a prefăcut nebun, a ieșit pe câmpurile sale și a început să are și să semene sare în loc de semințe. Emisarul trimis să îl cheme la război pe Ulise, Palamedes, a înțeles însă șiretlicul și l-a așezat pe micul Telemah în fața plugului. Ulise nu a înaintat cu plugul, dovedind că nu a înnebunit și a fost nevoit să participe la războiul troian și să se despartă de soție și fiu. Într-un alt episod, Telemah, copil fiind, a căzut în mare și a fost salvat de niște delfini, ceea ce l-a determinat pe Ulise să poarte pe scut imaginea unui astfel de animal marin.
Copilărind departe de tatăl său, Telemah crește la curtea regală din insula Itaca, sub îngrijirea mamei sale și a lui Mentor, un vechi prieten al lui Ulise. Când împlinește în jur de șaptesprezece ani însă, bunurile regale încep să fie risipite de pețitorii Penelopei care se instalează cu forța în palat. Telemah se simte matur și încearcă zadarnic să scape de ei. După douăzeci de ani de la plecarea lui Ulise, zeița Atena i se arată lui Telemah sub înfățișarea lui Mentor și îl însoțește pe acesta într-o călătorie în căutarea tatălui său. Telemah ajunge în cetatea Pilos, unde domnea Nestor, este primit de fiica acestuia, Policaste și se împrietenește cu Pisistratus care acceptă să îl ajute în căutarea sa. Apoi, la Sparta, regele Menelaus îi dezvăluie tânărului că zeul Proteu proorocise cu ceva timp în urmă că Ulise este prizonier al nimfei Calipso pe o insulă îndepărtată.
În cele din urmă, Telemah este nevoit să se întoarcă în Itaca fără a-și fi găsit tatăl. La venirea lui pe insulă, zeița Atena i se arată din nou sub una din înfățișările ei și îl îndeamnă să meargă la porcarul Eumaeus, înainte de a se duce acasă. Ajungând la casa porcarului, el observă un cerșetor și constată cu uimire că este chiar tatăl său. Ulise și Telemah pregătesc apoi complotul împotriva pețitorilor și mai târziu îi ucid pe aceștia.

## În alte opere
- Conform lui Aristotel și Dictis din Creta, Telemah s-a căsătorit cu Nausicaa, fiica regelui Alcinous și a a vut cu ea un fiu numit Perseptolis sau Ptoliporthus.
- În Aventurile lui Kritolandros, Telemah se însoară tot cu Nausicaa, dar fiul lor se numește Kritolandros. Acesta pornește într-o lungă peripeție pentru a învăța despre pribegiile lui Ulise.
- În Telegonia, după uciderea accidentală a lui Ulise de către Telegonus, Telemah o ia de soție pe vrăjitoarea Circe. Din această căsătorie se naște Latinos.
- Conform unui mit, se spune că Ulise este avertizat de un oracol să nu aibă încredere în fiul său și de aceea îl exilează pe Telemah în Insula Corfu. Regele Itacăi nu știe însă că oracolul se referea la fiul pe care l-a avut cu Circe, Telegonus, și astfel este ucis accidental. După acest incident, Telemah preia puterea în Itaca.
- Scriitorul francez Fénelon repovestește vechiul mit ducelui de Burgundia, fiul lui Ludovic al XIV-lea. Opera rezultată este „Aventurile lui Telemah”, fiind citată de Vasile Alecsandri în Chirița în provincie, unde Guliță, fiul Chiriței, recită prima propoziție a povestirii, ca modalitate de învățare a limbii franceze [4].